# Erik Ezelius
John Erik Ezelius, född 15 december 1986 i Tidaholm i Skaraborgs län, är en svensk politiker (socialdemokrat). Han är ordinarie riksdagsledamot sedan 2018 (dessförinnan tjänstgörande talmansersättare 2014–2015 och 2016–2018), invald för Västra Götalands läns östra valkrets, och var ordförande i skatteutskottet under en period 2022. Han är bror till Kajsa Ezelius.

## Biografi
Erik Ezelius har arbetat som elevassistent, lärare, försäljare och senast som yrkesofficer vid Skaraborgs regemente (P4). Han studerade vid Militärhögskolan Karlberg mellan åren 2009–2012 och har även studerat kurser inom statsvetenskap och företagsekonomi. 2002 gick han med i SSU och var ordförande i SSU Skaraborg mellan åren 2005–2008 samt 2012–2014. 2006 valdes han in i kommunfullmäktige och kommunstyrelsen i Tidaholm, samt till nämndeman i Skaraborgs tingsrätt som en av landets yngsta. Idag är han kommunfullmäktiges ordförande och ordförande för Socialdemokraterna i Tidaholm. 
Erik Ezelius kom efter valet 2014 in i riksdagen som talmansersättare när Urban Ahlin valdes till riksdagens talman. I riksdagsvalet 2018 valdes han till ordinarie ledamot. I riksdagen är han ledamot av Riksdagsstyrelsen och Riksdagens valberedning samt suppleant i skatteutskottet. I februari 2019 valdes han till vice gruppledare för socialdemokraterna.
Erik Ezelius är sedan 2011 gift och har fyra barn.